# Escuela Técnica Superior de Ingenieros Navales (Universidad Politécnica de Madrid)
La Escuela Técnica Superior de Ingenieros Navales (ETSIN) pertenece a la Universidad Politécnica de Madrid. Prepara y expide los grados de Ingeniería Marítima y  Arquitectura Naval al igual que el título de Ingeniero Naval y Oceánico (en extinción), así como doctorados y diversas maestrías, donde cabe destacar el Máster en Ingeniería Naval Militar. 
El centro, inaugurado en 1948, está situado en la Avenida del Arco de la Victoria al lado de la Ciudad Universitaria de Madrid. Al lado de ellos se encuentra la EUIT Aeronáutica, así como la ETSI Aeronáuticos
Se trata de unas enseñanzas muy específicas del campo naval.

## Historia de la enseñanza de la Ingeniería Naval en España
La Escuela Técnica Superior de Ingenieros Navales es continuación de la extinguida Academia de Ingenieros y Maquinistas de la Armada. 
Por Real Orden de 24 de diciembre de 1770 se crea el Cuerpo de Ingenieros de la Armada. Para la formación del personal, que en lo sucesivo ingresaría en dicho Cuerpo se crea la Academia de Ingenieros de la Armada, por disposición del Rey Carlos III, el 13 de agosto de 1772, institución que tanto contribuyó a la creación de una flota española potente y moderna. En esta academia podía cursar estudios el personal civil, alcanzando la titulación correspondiente. Su actividad perdura hasta 1827 y se reinicia a mediados de siglo con la creación de la Escuela de Ingenieros de la Armada en San Fernando (Cádiz) y su posterior retorno a Ferrol.
Por Real Decreto de 15 de octubre de 1914 vuelve a denominarse Academia de Ingenieros y Maquinistas de la Armada de Ferrol. Es en la Academia de Ferrol en la que se crea, a finales del siglo XIX, la figura del alumno oyente, que tiene derecho a un certificado de estudios pero no al acceso al Cuerpo de la Armada, donde tiene su origen la profesión civil de Ingeniero Naval. Y es la Asociación de Ingenieros Navales, de carácter civil pero integrada en su mayoría por militares, la que influye decisivamente sobre el gobierno de la Segunda República para crear la Escuela Especial de Ingenieros Navales en 1933, dependiente ya del Ministerio de Instrucción Pública.
A partir de 1920 se modifican las condiciones de ingreso, normalizándose las promociones de Ingenieros de la Armada, que terminan sus estudios conjuntamente con la de Ingenieros Navales Civiles, entregándose a los primeros la Real Patente de Ingenieros de la Armada, y el título de Ingeniero Naval, éste con carácter civil, a los segundos. El funcionamiento de la Academia siguió su curso normal hasta el año 1932 en el que se decreta el cierre definitivo de la misma. Por Orden Ministerial del 26 de enero de 1933 se crea la Escuela Especial de Ingenieros Navales, dependiendo del entonces Ministerio de Instrucción Pública y Bellas Artes.  La Escuela estuvo instalada en un hotel de la calle Princesa hasta 1936. 
A esta Escuela se incorpora la promoción que había aprobado su ingreso en la extinta Academia de Ingenieros y Maquinistas de la Armada, la cual no terminó sus estudios hasta 1939, debido al paréntesis de la Guerra Civil. Después de la Guerra Civil se instaló en la calle de O'Donnell temporalmente.
La devastación material creada por la guerra obliga al Gobierno a plantearse la reconstrucción de los medios productivos y entre ellos los ligados a la actividad marítima y a la construcción naval. Para ello, uno de los objetivos es el de disponer de ingenieros cualificados en este sector y, en consecuencia, se decide comenzar los trabajos de construcción de un edificio de nueva planta en terrenos de la Ciudad Universitaria que, desde 1948, año de su inauguración, es la sede de la entonces Escuela Especial de Ingenieros Navales y, hoy, Escuela Técnica Superior. Del cuerpo principal de este edificio emerge como elemento distintivo una esbelta torre inspirada en el faro romano de la Torre de Hércules de La Coruña, faro cuya primitiva construcción es de la época del emperador Trajano.